# Roman Květ
Roman Květ, né le 17 décembre 1997 à Benešov en Tchéquie, est un footballeur tchèque qui joue au poste de milieu central au FCV Dender EH.

## Biographie

### En club
Né en Tchéquie, Roman Květ est formé au FK Příbram. Il joue son premier match en professionnel avec ce club, le 5 novembre 2016 face au Dukla Prague, en championnat. Il est titularisé lors de cette rencontre remportée par son équipe par trois buts à un.
Le 17 février 2020, il rejoint le Bohemians 1905 sous la forme d'un prêt jusqu'à la fin de la saison. Le club dispose d'une option d'achat sur le joueur.
En janvier 2023, Roman Květ s'engage en faveur du Viktoria Plzeň. Le transfert est annoncé le 19 décembre 2022 et il s'engage pour un contrat courant jusqu'en décembre 2025.
Le 14 août 2023, Roman Květ est prêté par le Viktoria Plzeň en Turquie, du côté de Sivasspor, pour une saison.

### En sélection
Roman Květ joue son premier match avec l'équipe de Tchéquie espoirs le 5 septembre 2018 contre Saint-Marin. Il entre en jeu et son équipe s'impose par deux buts à zéro.